# Cima Brenta Alta
Cima Brenta Alta (2960 m n. m.) je skalní útvar ve Východních Alpách v severní Itálii v provincii Trentino. Je součástí horské skupiny Brenta. Spolu s Cima Brenta Bassa, která tvoří bránu sedla Bocca di Brenta na jihu, ohraničuje tento průsmyk na severu. Zároveň se stává prvním, jižním členem řetězce bizarních věžovitých výstupů zvaných Catena degli Sfulmini, zakončených na severu masivním obeliskem Torre di Brenta. Cima Brenta Alta je pravidelný skalní masiv z odolného vápence. Jižní strana má tři zřetelné terasy, zatímco severovýchodní strana dominuje oblasti kompaktní, téměř kolmou stěnou.

## Historie

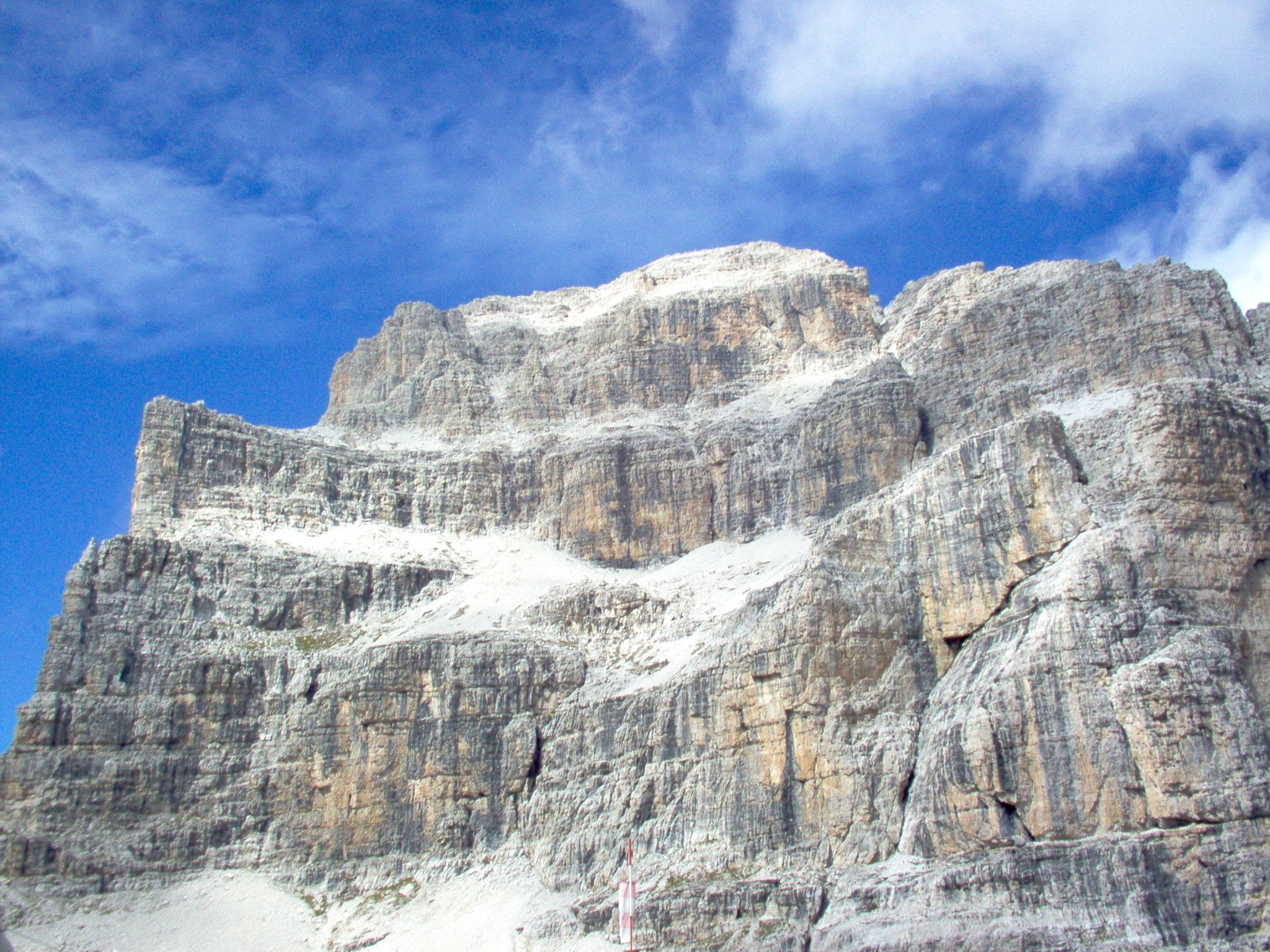
Nad Rifugio Pedrotti

Jižní části poskytují možnost zdolání vrcholu cestou, kterou 19.srpna 1880 vyznačili první návštěvníci vrcholu Annibale Apolonia a Giorgio Rossaro. I přes kolosální parametry a kvalitu materiálu nepatří mezi frekventované objekty horolezectví, třebaže umožňuje snadný výstup po historické jižní cestě i nejnáročnější lezecké trasy na severovýchodě, kde na 470 metrů vysoké stěně je umístěno přes 80 skob. Nad těmito nabídkami však vítězí lezecký věhlas štíhlejších a bizarnějších sousedů. Přítomnost horského útočiště Refugio Pedrotti a trasy Via Boccette však masivu zajišťuje významnou povědomost.